# Daniel Turek
Daniel Turek (Lanškroun, 19 gennaio 1993) è un ciclista su strada ceco che corre per il team ATT Investments.

## Palmarès
- 2010 (Juniores)

Campionati cechi, Prova a cronometro Juniores
- 2015 (Israel Cycling Academy, due vittorie)

4ª tappa Tour d'Azerbaïdjan (Qəbələ > Mingəçevir)
1ª tappa Tour de Berlin (Birkenwerder > Birkenwerder)
- 2021 (Team Felbermayr Simplon Wels, due vittorie)

1ª tappa Oberösterreichrundfahrt (Felbermayr Wels > Maria Schmolln)
3ª tappa Circuit des Ardennes International (Chooz > Hargnies)

### Altri successi
- 2016 (Israel Cycling Academy)

Classifica scalatori Sibiu Cycling Tour
- 2017 (Israel Cycling Academy)

Classifica scalatori Okolo Slovenska
- 2018 (Israel Cycling Academy)

4ª tappa Vysočina (Bystrice nad Pernstejnem)
- 2019 (Israel Cycling Academy)

Classifica scalatori Vuelta a Asturias
- 2021 (Team Felbermayr Simplon Wels)

Classifica scalatori Sibiu Cycling Tour
- 2022 (Team Felbermayr Simplon Wels)

Internationales Eröffnungsrennen
Braunau
Classifica generale Rad Bundesliga
Memorial Peter Dittrich
Classifica scalatori Tour of Antalya
- 2023 (ATT Investments)

Classifica sprint Sibiu Cycling Tour
- 2024 (ATT Investments)

ŠKODA CUP - Česká Kamenice
- 2025 (ATT Investments)

ŠKODA CUP - Brno-Velka Bites-Brno

## Piazzamenti

### Competizioni mondiali
- Campionati del mondo su strada

Offida 2010 - Cronometro Juniores: 36º
Copenaghen 2011 - Cronometro Juniores: 28º
Valkenburg 2012 - Cronometro Under-23: 31º
Toscana 2013 - Cronometro Under-23: 45º
Richmond 2015 - In linea Under-23: 85º
Doha 2016 - Cronosquadre: 12º
Doha 2016 - Cronometro Elite: 44º
Doha 2016 - In linea Elite: ritirato

### Competizioni europee
- Campionati europei

Ankara 2010 - Cronometro Junior: 22º
Ankara 2010 - In linea Junior: 83º
Offida 2011 - Cronometro Junior: 14º
Offida 2011 - In linea Junior: 54º
Goes 2012 - Cronometro Under-23: 25º
Goes 2012 - In linea Under-23: 69º
Olomouc 2013 - Cronometro Under-23: 35º
Nyon 2014 - Cronometro Under-23: 51º
Nyon 2014 - In linea Under-23: 15º
Tartu 2015 - Cronometro Under-23: 20º
Tartu 2015 - In linea Under-23: 100º
Alkmaar 2019 - In linea Elite: ritirato
Plouay 2020 - In linea Elite: 31º
Trento 2021 - In linea Elite: ritirato
- Giochi europei

Baku 2015 - Cronometro Elite: 22º
Baku 2015 - In linea Elite: 51º